# Lideratge servicial
El lideratge servicial és alhora una filosofia de lideratge i un conjunt de pràctiques de lideratge. El concepte de lideratge tradicional generalment implica l'acumulació i l'exercici del poder a càrrec d'una persona que està al cim de la piràmide organitzacional. En comparació, el servent-líder comparteix poder, prioritza les necessitats d'altres i ajuda a les persones a desenvolupar-se i rendir a un nivell tan alt com sigui possible. Tot i que el lideratge servicial seria un concepte atemporal, el terme servent leadership va ser encunyat per Robert K. Greenleaf a un assaig que va publicar el 1970.